# Melkovite
La melkovite è un minerale.